# Николай Колев (прокурор)
Вижте пояснителната страница за други значения на Николай Колев.
Николай Колев е български прокурор от Върховната административна прокуратура и бивш военен прокурор, убит през 2002 г.

## Биография
Николай Колев е роден през 1949 г. в град Сливен, Народна република България. Завършил е Юридическия факултет на Софийския университет. Започва работа в Сливенската военноокръжна прокуратура. През 1991 г. е назначен в Прокуратурата на въоръжените сили.
Според публикации Колев е следователят, който през 1985 г. е образувал и работил по делото срещу тогавашния редник и настоящ политик Емил Кошлуков. После идва известното дело „Звездец“ от 1991 г. за кражба на оръжие от военно поделение. Колев провежда част от разпитите по т. нар. „генералско дело“ срещу бивши шефове на военното контраразузнаване и Главно следствено управление за „убийството чрез съд“ на разузнавача Димитър Димитров. През 1993 г. Върховният съд обявява, че част от тези разпити не могат да бъдат използвани като доказателствени средства, защото Колев е внесъл в протокола „субективните си оценки, констатации, изводи и внушения“.
Николай Колев води операцията срещу военния хотел „Шипка“ през декември 1991 г. Тогава барети превземат сградата и изхвърлят арабска фирма заради незаконна приватизация и по съмнения, че хотелът се е превърнал в средище на наркотрафиканти и пункт за трансфер на кюрди на Запад. Това дело предстои да бъде гледано.
През 1994 г. по предложение на Иван Татарчев и с решение на Висшия съдебен съвет (ВСС) Колев става изпълняващ длъжността прокурор на въоръжените сили.
Ръководството му е белязано с много шумни акции и дела, в които Колев участва лично. Арестувани и обвинени са бившият шеф на антимафиотите във Варна – Стамо Стамов и шефа на сигурността в Стара Загора – Оник Калустян. Те бяха напълно оправдани от Върховния съд, след като прекараха по няколко месеца в арестите. Безрезултатно завършва разследването за смъртта на 14-те войници, изгорели на столичното околовръстно шосе. По него Колев на няколко пъти даваше противоречиви изявления. По същото време той лансира версията, че срещу него е извършено неуспешно покушение от неизвестен стрелец.
През ноември 1996 г. Татарчев изненадващо предлага на ВСС да прекрати правомощията му като и.д. прокурор на въоръжените сили. Колев остава редови прокурор в Главна прокуратура. Придобива известност отново, когато за главен прокурор през 1999 г. е избран Никола Филчев. Тогава Колев става негов най-близък човек.
Идва и първият скандал, Варненският апелативен прокурор Васил Миков, който е основният конкурент за поста на главния прокурор, обвинява Филчев, че иска да се саморазправи с него и затова му изпратил на инспекция Николай Колев. Колев пише доклад до ВСС, в който твърди, че Миков е извършил нарушения по няколко дела. Апелативният прокурор пък заявява пред съвета, че Колев го съветвал да подаде оставка.
През март 2000 г. ВСС приема решение-декларация, според което върху Миков е оказан недопустим психологически натиск да подаде оставка от заеманата длъжност. А председателката на Софийския окръжен съд – Нели Куцкова заявява, че ще внесе предложение за дисциплинарно наказание на Николай Колев. И мнозинството в парламента коригира Закона за съдебната власт, с което забранява на Куцкова да стори това.
В края на 2000 г. обаче отношенията между Филчев и Колев се влошават, и през декември Колев е преместен от Върховната касационна във Върховната административна прокуратура. А на 10 януари 2001 г. е пенсиониран.
Тогава прикритите вътрешни разногласия между главния прокурор и доскорошния му подчинен преминават в открита схватка. Започва се със скандално интервю на Николай Колев пред „Медиапул“, в което той изрича обвиненията за поръчкови дела, нездрав климат на работа в прокуратурата, влошено психическо здраве на Филчев. Ответният удар не закъснява – срещу пенсионирания прокурор започват разследвания за пистолета, държан в служебната му каса, за старото дело „Звездец“ и за съучастие в убийството на ямболската адвокатка Надежда Георгиева, посечена в дома си през януари 2000 г. През юни 2001 г. барети арестуват Колев пред дома му, в акцията участват двама прокурори от Върховната касационна прокуратура (ВКП) – Цеко Йорданов и Петър Петков.
Висши прокурори неофициално съобщават, че Николай Колев е свързан със скандалната варненска групировка ТИМ. БНТ излъчва репортаж за намереното при ареста на прокурора и показва сабя с надпис „С уважение на Николай Колев от ТИМ“. А Цеко Йорданов съобщава, че у Колев е имало и 36 пакетчета дрога – хероин и кокаин. Колев обвинява, че дрогата му е подхвърлена от прокурорите. Разбра се, че преди ареста той се е канел да внесе жалба във ВСС за опит да му подхвърлят наркотици. Николай Колев изкарва няколко месеца арест, обявява гладна стачка, след това е освободен от съда. А делата му поетапно са прекратявани, защото се оказва, че е бил разследван незаконно – Филчев не е искал от ВСС да свали имунитета на бившия му подчинен. ВАС възстановява Колев на поста прокурор от Върховната административна прокуратура.
В началото на 2002 г. Колев иска от ВАС да отмени избора на Филчев за главен прокурор като нищожен, като причина изтъква, че при гласуването във Висшия съдебен съвет е имало трима незаконни членове – следователите Ангел Александров и Бойко Рашков, отстранени след тълкуване на КС, и съдийката Нели Куцкова, която е нямала нужния стаж.
Веднага последват 2 контражалби от прокурори срещу изборите на Иван Григоров и Владислав Славов за шефове на върховните съдилища, а самият Филчев праща питане в КС дали административният съд изобщо има право да се произнася за законността на избора му. Развоят на събитията е известен, 3-та членка на ВАС отсъжда, че главният прокурор е законен, с 2 срещу 1 гласа. Веднага след решението се разбра, че съдийките, осигурили мнозинството, са били заплашвани по телефона, че ще ги залеят с киселина. До произнасяне на 5-членка на ВАС не се стигна – Конституционният съд се намесва и разтълкува, че само той може да преценява законен ли е главният прокурор. Понеже той се назначава с указ на президента.

### Убийство
На 28 декември 2002 г. той е застрелян край дома си в София, това се случва на пресечката на ул. „Абоба“ с бул. „Пенчо Славейков“. В този момент към гърба му се появява мъж, който открива огън по него с пистолет със заглушител. Прокурорът получава в тялото си 10 куршума, един от тях е фатален в главата. Убийството му предизвиква политически скандал след изявления на хора като Едвин Сугарев, че той е убит по поръчка на Никола Филчев.
През 2008 г. близките на Колев окончателно печелят дело срещу прокуратурата за незаконен арест, обвинение и извършвани претърсвания и изземвания. През 2020 г. отново осъждат прокуратурата по дело, водено пред български съд. Този път за обвиняването на Колев като „помагач“ в убийството на адвокат Надежда Георгиева.